# Николае Чуперка
Николае Чуперка (на румънски: Nicolae Ciupercă) е румънски генерал, ръководил обсадата на Одеса през Втората световна война.
През 1902 г. 20-годишният Чуперка завършва Училище за пехотни и кавалерийски офицери. През 1913 г. завършва румънската Военна академия. През 1916 г., по време на Първата световна война, е произведен в чин майор. Издига се още повече в йерархията след войната. През 1930 г. е вече бригаден генерал.
През юни 1940 г. генерал-лейтенант Чуперка поема командването на 4-та румънска армия. В началото на войната срещу Съветския съюз, през юли 1941 г., неговите войски успяват да сломят съветската съпротива на река Прут и да завладеят Бесарабия, отстъпена принудително на СССР година по-рано. През август 4-та армия атакува Одеса, но е отблъсната неколкократно от защитниците. Месец по-късно Чуперка е свален от командването на армията. Едно от обясненията е, че между него и румънския диктатор Йон Антонеску възникват разногласия за начина, по който да се провежда обсадата.
След войната Чуперка се включва в съпротивата срещу комунистическата власт в Румъния. Арестуван и изпратен в затвор през септември 1948 г., умира през май 1950 г.